# 一般疑问句
一般疑问句又称是非问句（英語：yes-no question）、极性疑问句（英語：polarity question），指的是给提问作语法分类的术语，指一种提问形式，合乎语法的回答必须是“Yes”（是）或“No”（不是）。其形式标记是主语-动词词序的倒置。这种“一般”或“倒致语序”与特殊疑问句（wh-question）对立。

## 基本形态
一般疑问句指的是 （英语中）能用“是”或“不是”来回答的疑问句，如由情态动词或助动词构成的疑问句。
- Is she going?（她去吗？）[2]
- Can you swim?（你会游泳吗？）[3]
- Are you hungry?（你饿了吗？）[3]
- Did you go to the movies last night?（你昨天晚上看电影去了吗？）[4]

## 实例
一般疑问句，又称是非句，也称是非问句是用一个情态动词或者助动词构成的，用升调，要求对话人回答“是”或者“不是”。
其基本结构为：助动词+主语+谓语，也就是说将陈述句的第一个助动词或情态动词提至主语之前。陈述句如不含助动词或情态动词，则在主语前加do、does或did，回答常用简略答语。
- （1）Have you locked the door?（你锁门了吗？）[5]

```
     
Yes, I have.
（是的，锁了。）
     
No, I haven't.
（不，没有锁。）
```

- （2）Can Mary play the piano?（玛丽会弹钢琴吗？）[5]

```
     
Yes, she can.
（是的，她会。）
     
No, she can't.
（不，她不会。）
```

- （3）Do you know Jack?（你认识杰克吗？）[5]

```
     
Yes, I do.
（是的，我认识。）
     
No, I don't.
（不，我不认识。）
```

陈述句如属主+系+表结构，则将连系动词提至主语之前，如：
- （4）Is John ill?（约翰生病了吗？）[5]

```
     
Yes, he is.
（是的，他生病了。）
     
No, he isn't.
（不，他没有生病。）
```

have表示“吃”等义时，与一般动词一样，须用助动词do。如：
- （5）Did you have a good time in Japan?（你们在日本过得好吗？）[5]

```
     
Yes, we certainly did.
（是的，确实很好。）
```

have表“有”时，则有两种结构。如：
- （6）Have you (got) any sisters?（你有姐妹吗？）

```
     
No, I haven't.
（不，没有。）
```

- （7）Do you have any sisters?（你有姐妹吗？）[5]

```
     
No, I don't.
（不，没有。）
```

在一般疑问句的否定结构中，not一般置于主语之后；但在非正式英语中常用缩略式，即将-n't与句首的助动词连在一起，回答一般疑问句的否定结构，应注意yes后接肯定结构，no后接否定结构，这与汉语习惯不同。如：
- （8）Have you not read this book before?（你以前没有读过这本书吗？）[5]

```
     
Yes, I have.
（不，我读过。）
     
No, I haven't.
（是的，我没读过。）
```

- （9）Didn't you speak to him yesterday?（你昨天没有对他说吗？）[5]

```
     
Yes, I did.
（不，我说了。）
     
No, I didn't.
（是的，我没说。）
```

一般疑问句的否定结构往往用来表示提问人的惊讶、怀疑等。如：
- （10）Don't you believe me?（你不相信我？（表惊讶））[5]
- （11）Are you not coming?（你不来吗？（表怀疑））[5]

回答一般疑问句除了用yes和no以外，也可用certainly, probably, perhaps, of course, all right, with pleasure等代替yes, 用never, no at all等代替no。如：
- （12） Can you help me?（你能帮个忙吗？）[5]

```
       
Certainly.
（当然。）
```

- （13） Have you been there?（你到过那里吗？）[5]

```
       
Never.
（从来没有。）
```

又是还可以用似乎与问题无关的话来回答。如：
- （14）Are you going to watch TV again?（你又要看电视？）[5]

```
      
What else is there to do?
（还有什么事可干呢？）
```

## 歧义
(1) 句法上属于一般疑问句，但语义上可能属于选择疑问句，例如：
- Did John play chess or checkers?

该问题可以有两种解释：
1. 这是一个一般疑问句，意为：约翰是否玩过象棋或西洋棋中的一种？
2. 这是一个选择疑问句，意为：约翰玩的是象棋还是西洋棋？

- Would you like an apple or an orange?

1. 作为一般疑问句，意为：你想要吃苹果或者橘子吗？
2. 作为选择疑问句，意为：你想要苹果还是橘子?

对于这类问题，简单地回答“Yes.”或“No.”同样也带有歧义。
这个苹果-橘子问题可能是个选择疑问句，但 "Would you like an apple or something?" 则倾向于一般疑问句，问者期待听者回答"yes" or "no" ，而不是“something”。
(2) 句法和语义上都属于一般疑问句，而实际上暗示一个特定回答。
- "Can you reach the mustard?" （你能拿得到芥末吗？）

对此可以简单地回答"Yes, I can"或者"No, I cannot"。但实际上，听者可以从语义上推断出一个言外之意 (indirect speech act)，即 "Please pass the mustard" （请把芥末递给我）。被问者是否做出这样的推断并不是强制性的。这种故意无视保罗·格莱斯的合作原则的提问方式往往能够产生特殊的语用效应。
在一个电话调查中，研究人员给50家帕罗奥图的饭店打电话，问道：
- "Do you accept credit cards?"

得到的回答分为三类：
- "Yes, we do." ——酒店前台把问题当成了简单的一般疑问句。
- "Yes, we accept Mastercard and Visa." ——把问题当做简单的一般疑问句,但提供了附加信息，对“Yes”的回答做进一步解释，或者推断客人将有进一步的疑问而一并回答。
- "We accept Mastercard and Visa." ——直接回应了该问题的言外之意，且不把问题看作一个一般疑问句。

(3) 简单回答"Yes."或"No."产生的歧义
英语中，不论问题如何表述（比如不论是Do you...?还是Don't you...?），"yes"总是表示肯定，"no"总是表示否定。但是简单回答"Yes."或"No."这样的一个词的句子可能引起歧义。例如：
- "You don't beat your wife?"

回答"Yes."可能有两种相反的意思：
- "Yes, I don't beat my wife." ——"Yes"是对问题表述的肯定
- "Yes, I do beat my wife." ——"Yes"是对客观事实的肯定

## 暗示性
一般疑问句被认为带有一定的暗示性。比如儿童对于一般疑问句倾向于表示顺从，即顺着问题的句子结构（肯定或否定）回答。
例如，一群学龄前儿童被问到“Is this book big?”（这本书大吗？），他们倾向于回答“Yes, it is”；但当问题改为“Is this book not big?”，则多数人回答“No, it is not”。